# Marina Alexandrowna Jakuschewa
Marina Alexandrowna Jakuschewa (russisch Марина Александровна Якушева, englisch Marina Yakusheva; wiss. Transliteration Marina Aleksandrovna Jakuševa; * 19. Juni 1974 in Moskau, Sowjetunion) ist eine russische Badmintonspielerin. Irina Jakuschewa ist ihre Schwester.

## Karriere
Marina Jakuschewa gewann 1995 ihren ersten nationalen Titel in Russland, war zuvor aber schon international bei den Russia Open, Irish Open, Polish International, Czechoslovakian International und Portugal International erfolgreich gewesen. Sie nahm 1996, 2000 und 2004 an den Olympischen Spielen teil und erreichte als beste Platzierung Rang 9 bei Olympia 2000 im Damendoppel.

## Sportliche Erfolge
| Saison | Veranstaltung                                      | Disziplin   | Platz | Name                                         |
| ------ | -------------------------------------------------- | ----------- | ----- | -------------------------------------------- |
| 1991   | Tschechoslowakische Internationale Meisterschaften | Mixed       | 1     | Wladyslaw Druschtschenko / Marina Jakuschewa |
| 1992   | Irish Open                                         | Damendoppel | 1     | Marina Andrijewskaja / Marina Jakuschewa     |
| 1993   | Portugal International                             | Damendoppel | 1     | Marina Andrijewskaja / Marina Jakuschewa     |
| 1993   | Irish Open                                         | Damendoppel | 1     | Marina Andrijewskaja / Marina Jakuschewa     |
| 1996   | Europameisterschaft 1996                           | Dameneinzel | 2     | Marina Jakuschewa                            |
| 1999   | Welsh International                                | Damendoppel | 1     | Marina Jakuschewa / Irina Ruslyakova         |
| 2000   | Austrian International                             | Dameneinzel | 1     | Marina Jakuschewa                            |
| 2000   | Europameisterschaft 2000                           | Damendoppel | 3     | Marina Jakuschewa / Irina Rusljakowa         |
| 2001   | Slovenian International                            | Damendoppel | 1     | Marina Jakuschewa / Jelena Schimko           |
| 2001   | Welsh International                                | Mixed       | 1     | Marina Jakuschewa / Nikolai Sujew            |
| 2003   | Slovenian International                            | Damendoppel | 1     | Marina Jakuschewa / Jelena Schimko           |
| 2003   | Slovak International                               | Damendoppel | 1     | Marina Jakuschewa / Jelena Schimko           |
| 2005   | Swedish International Stockholm                    | Mixed       | 1     | Nikolai Sujew / Marina Jakuschewa            |
| 2006   | Belgian International                              | Damendoppel | 1     | Marina Jakuschewa / Jelena Schimko           |